# Karmiótissa FC
Maillots
Actualités
L’Athlitikó Politistikó Kéntro Karmiótissa Páno Polemidión (en grec moderne : Αθλητικό Πολιτιστικό Κέντρο Καρμιώτισσα Πάνω Πολεμιδιών), également connu sous le nom de Karmiótissa de Páno Polemídia et plus couramment abrégé en Karmiótissa FC, est un club chypriote de football fondé en 1979 et basé dans la ville de Páno Polemídia.
Le club dispute depuis 2020 la Cyta Championship, la première division chypriote.

## Historique

### Dates clés
- 1979 : Fondation du club sous le nom APK Karmiótissa Páno Polemidión (Αθλητικό Πολιτιστικό Κέντρο Καρμιώτισσα Πάνω Πολεμιδιών, « Centre culturel et sportif Karmiótissa de Páno Polemídia »)
- 2020 : Deuxième de la deuxième division et promotion en Cyta Championship pour la première fois de son histoire.

## Bilan sportif

### Palmarès
| Compétitions nationales |
| --- |
| - Championnat de Chypre de deuxième division (2) : - Champion : 2015-16 et 2021-22. - Vice-champion : 2019-20. - Championnat de Chypre de troisième division (1) : - Champion : 2012-13. |

## Personnalités du club

### Présidents
- Demetris Vrachimis

### Entraîneurs
- Giannakis Pontikos
- Liasos Louka (2015 - 2017)
- Chrýsis Michaíl (2019 - )